# アデン占領 (1548年)
アデン占領は、1548年2月26日、オスマン帝国の軍人ピーリー・レイースにより、一時ポルトガル海上帝国により占領されていたアデンとその港を奪還した戦闘。

## 紛争の原因
1538年にオスマン帝国はポルトガルのインド西岸の拠点を攻撃しようとした。その際にアデンを基地とせよとのスレイマン1世の命により、オスマンのエジプト総督ハディム・スレイマン・パシャにより1538年に征服された。
アデンを経由したオスマン艦隊は1538年8月から11月にかけて、インド西部の都市ディーウを攻囲するもポルトガルに敗北した。（ディーウ攻囲戦 (1538年)）
帰還したオスマン軍は火砲100門あまりを艦隊から降ろしてアデンを要塞化した。
その後、ここを拠点にハディム・スレイマン・パシャはサナアを含むイエメン全域を支配した。
1547年、アデンはオスマンに対して反旗を翻し、ホルムズからポルトガル勢力を引き入れた。その結果、ポルトガルがアデンを支配することとなった。

## 戦闘
1547年、ピーリー・レイースがオスマン帝国インド洋艦隊の指揮官になったことでオスマン側の攻勢が再開された。
ピーリー・レイスは1547年10月29日に60隻の様々なサイズの船からなる艦隊を率いてスエズを出発した。モカに到着した艦隊は、イエメンのベイレルベイから5隻の増援を得た。さらに急派されたサンジャクベイ(県軍政官)のカシム・ベイ率いる軍勢が陸上からアデンを包囲した。
1547年11月15日に65隻からなるオスマン艦隊はアデン付近に到達した。アデンの首長のアリ・ビン・スレイマン・アル・タウラキは、艦隊が布陣する前に解囲を企てて約3,000の手勢を率いて出撃したが、犠牲者多数を出して失敗、自らも戦死した。彼の息子ムハンマドが指揮を引き継ぐ。これを支援するため1548年1月19日にポルトガルの小艦隊が到着した。しかし、ポルトガルは船数隻を焼失し捕虜120名を出す敗北を喫し、ゼイラまで撤退を余儀なくされた。
こうして救援の望みを絶たれたアデンは陸海から完全に包囲され、激しい砲撃を受けた。最終的にオスマン軍によって1548年2月26日にアデンは占領された。
3月20日、ゴアから派遣された大規模なポルトガルの救援艦隊がアデン沖に到着した。しかし、市が陥落していたことで、何もできないまま帰還することになった。

## その後
イエメンの反乱は鎮圧され、アデンが奪回されたことで、紅海の安全に関するオスマン帝国の懸念は取り除かれた。アデン港は1580年代後半までオスマン帝国海軍のインド洋における最重要拠点となった。
勝利者となったピーリー・レイスは、次はアラビア半島の反対側、ペルシャ湾のポルトガル勢力の一掃を目指すホルムズ戦役 (1552年～1554年)を指揮することになる。